# هواوي Y360
هاتف هواوي y3c هو هاتف ثنائي الشريحة من صنع شركة هواوي تم الإعلان عن الهاتف في بداية 2015 وتوفر في الأسواق بداية من يونيو 2015 يأتي الهاتف بذاكرة وصول عشوائي بسعة 512 ميجابايت، وذاكرة داخلية 4 جيجابايت يتمكن الهاتف من تصوير فيديو عالي الجودة بدقة 720p للكاميرتين الامامية والخلفية، يتمتع الهاتف بشاشة 4 بوصة من نوع IPS LCD بكثافة 233 نقطة لكل بوصة وبطاقتي SIM يعملان في نفس الوقت، ويحتوي الهاتف على مقياس تسارع ولا يدعم البوصلة ويدعم راديو fm.